# Mainstream (filme)
Mainstream é um filme norte-americano de comédia dramática de 2020 dirigido por Gia Coppola, que co-escreveu o roteiro com Tom Stuart. É estrelado por Andrew Garfield, Maya Hawke, Nat Wolff, Johnny Knoxville e Jason Schwartzman.
Situado em West Hollywood, o filme segue a jovem cineasta Frankie (Maya Hawke) que alcança o sucesso depois de se encontrar com Link (Andrew Garfield), um homem estranho e ousado que vive fora da rede.
Teve sua estreia mundial no Festival de Cinema de Veneza em 5 de setembro de 2020. Foi lançado em 7 de maio de 2021, pela IFC Films.

## Elenco
- Andrew Garfield como Link
- Maya Hawke como Frankie Cabot
- Nat Wolff como Jake
- Jason Schwartzman como Mark Schwartz
- Alexa Demie como Isabelle Roberts
- Johnny Knoxville como Ted Wick
- Colleen Camp como Judy
- Jacqui Getty como Lisa
- Nick Darmstaedter como Kyler
- Marshall Bell como Marty
- Juanpa Zurita como ele mesmo
- Adam Barnhart como oficial Adam
- Trevor White como Ben
- Casey Frey como Martin
- Charles Melton como ele mesmo
- Jake Paul como ele mesmo
- Patrick Starrr como ele mesmo
- Desmond Napoles como ele mesmo

## Produção
Em outubro de 2018, foi anunciado que Andrew Garfield, Maya Hawke, Nat Wolff e Jason Schwartzman se juntaram ao elenco do filme, com Gia Coppola dirigindo a partir de um roteiro que ela escreveu ao lado de Tom Stuart. Em maio de 2019, Johnny Knoxville, Chris Messina, Alexa Demie e Colleen Camp se juntaram ao elenco do filme. A gravação principal começou em maio de 2019. A produção foi concluída em 14 de junho de 2019.

## Lançamento
O filme teve sua estreia mundial no Festival de Cinema de Veneza em 5 de setembro de 2020. Também foi selecionado para exibição no Festival de Cinema de Telluride em setembro de 2020, antes de seu cancelamento devido à pandemia de COVID-19. Em fevereiro de 2021, a IFC Films adquiriu os direitos de distribuição do filme nos EUA e o definiu para um lançamento em 7 de maio de 2021.

## Recepção
No sítio agregador de avaliações Rotten Tomatoes, Mainstream possui um índice de aprovação de 33% com base em 30 avaliações, com uma classificação média de 4,7/10. O consenso dos críticos afirma: "Mainstream faz uma tentativa vã de satirizar a fama viral, preferindo comentários óbvios que parecem dolorosamente datados". No Metacritic, o filme tem uma pontuação média de 36/100, com base em oito críticos, indicando "críticas geralmente desfavoráveis".